# Comps, Gironde
Comps är en kommun i departementet Gironde i regionen Nouvelle-Aquitaine i sydvästra Frankrike. Kommunen ligger i kantonen Bourg som tillhör arrondissementet Blaye. År 2022 hade Comps 538 invånare.

## Befolkningsutveckling
Antalet invånare i kommunen Comps
Referens:INSEE